# Mycena chlorophos
Mycena chlorophos è una specie di fungo agarico della famiglia delle Mycenaceae. Descritto per la prima volta nel 1860, il fungo si trova in Asia subtropicale, in paesi quali India, Giappone, Taiwan, Polinesia, Indonesia e Sri Lanka, in Australia e in Brasile. I corpi fruttiferi (funghi) hanno cappucci appiccicosi grigio-brunastro pallido fino a 30 mm (1,2 in) di diametro in cima agli steli di 6–30 mm (0,2–1,2 in) di lunghezza e fino a un millimetro di spessore. I funghi sono bioluminescenti ed emettono una luce verde pallido. La fruttificazione avviene nelle foreste su detriti legnosi caduti come ramoscelli morti, rami e tronchi. Il fungo può essere fatto crescere e fruttificare in condizioni di laboratorio e sono state studiate le condizioni di crescita che influenzano la bioluminescenza.

## Tassonomia
La specie fu descritta scientificamente per la prima volta da Miles Berkeley e Moses Ashley Curtis nel 1860 come Agaricus chlorophos. Gli esemplari originali furono raccolti dalle Isole Bonin dal botanico americano Charles Wright nell'ottobre 1854 come parte della spedizione esplorativa e topografica del Pacifico settentrionale del 1853–56. Pier Andrea Saccardo trasferì la specie al genere Mycena in una pubblicazione del 1887. Daniel Desjardin e colleghi hanno ridescritto la specie e fissato un esemplare di lectotipo nel 2010.
Nel 1860 Berkeley e Curtis descrissero la specie Agaricus cyanophos da materiale raccolto anche dalle isole Bonin. Questo materiale è stato trovato vicino al luogo in cui gli esemplari originali di M.clorofos era stato trovato, ma con un paio di settimane di ritardo. I micologi giapponesi Seiya Ito e Sanshi Imai hanno studiato queste raccolte alla fine degli anni '30 e hanno concluso che l'Agaricus cyanophos era la stessa specie di M.clorofos, nonostante le differenze nella forma del cappello, nell'attaccamento delle branchie e nel colore della luce emessa. Desjardin e colleghi hanno concordato con questa determinazione dopo aver esaminato il materiale tipo di entrambi i taxa.M.chlorophos è classificato nella sezione Exornatae del genere Mycena. Altre specie luminescenti in questa sezione sono M.discobasi e M.marginale. Alcuni autori hanno considerato M.illuminans essere sinonimo di M.clorofos a causa della loro somiglianza morfologica, ma l'analisi molecolare ha dimostrato che sono specie distinte.
In Giappone, il fungo è conosciuto come yakoh-take, o "fungo notturno". Nelle Isole Bonin è chiamato "Green Pepe".

## Descrizione
Il cappuccio è inizialmente convesso prima di appiattirsi (a volte forma una depressione centrale) e misura fino a 30 mm (1,2 in) di diametro. Il cappello  ha scanalature radiali che si estendono quasi al centro e talvolta sviluppa crepe nel margine, che ha piccoli denti arrotondati. Il suo colore è grigio brunastro pallido che sbiadisce dopo l'espansione ed è alquanto appiccicoso. Il gambo bianco è di 6–30 mm (0,24–1,18 in) di lunghezza e di 0,3–1mm di spessore, cavo e traslucido. Ha piccoli peli sulla superficie. La base dello stelo è a forma di disco o alquanto bulbosa, misura 1–2,5mm di larghezza. Le branchie sottili sono prive di attaccamento allo stelo o sono annesse (attaccate in modo stretto) a un leggero collare che circonda lo stelo. Inizialmente di colore bianco poi grigiastro, sono piuttosto affollate, con 17-32 branchie a tutta lunghezza e da 1 a 3 livelli di lamellule (branchie più corte che non si estendono completamente dal margine del cappello allo stelo). Le branchie sono 0,3–1mm di larghezza con bordi micacei. La polpa è molto sottile e ha un forte odore di ammoniaca. Sia i cappucci che le branchie sono bioluminescenti, mentre i miceli e gli steli hanno poca o nessuna luminescenza.
Le spore sono bianche, lisce, approssimativamente ellittiche e hanno dimensioni di 7–8,5 per 5–6micron. I basidi (cellule portatrici di spore) sono 17–23 per 7,5–10 µm e quattro spore con sterigmi lunghi circa 3 µm. Le parafisi sono 5–8 µm di larghezza, più corti dei basidi, più abbondanti e formano uno strato alquanto gelatinoso. I cheilocistidi (cistidi sul bordo del cappuccio) sono 60 per 7–21 µm, ialino, conico o ventricoso (gonfiato). Le punte dei cheilocistidi sono estratte in un punto o hanno una breve appendice che misura 15 per 2–3 µm, a volte ramificato, con pareti sottili o leggermente spesse. Non ci sono cistidi sulla faccia della branchia (pleurocistidi). I pileocistidi (cistidi sulla superficie del cappello) sono a forma di mazza, misurano 25–60 per 13–25 µm. Hanno pareti alquanto spesse e spinose sulla superficie esposta con brevi escrescenze semplici che si estendono fino a 3 µm di lunghezza. I pileocistidi sono uniti e formano uno strato continuo sopra il giovane cappello, ma si rompono quando il cappello si espande. I caulocystidi (cistidi sul gambo) sono conici o lanceolati, ialini e lisci, con pareti sottili o leggermente ispessite. Misurano fino a 300 per 10–25 µm, ma sono più brevi nelle regioni superiori dello stelo. Le connessioni a morsetto sono presenti nelle ife di tutti i tessuti.

## Specie simili
Le altre due specie luminescenti della sezione Exornatae di Micena sono simili nell'aspetto a M.clorofos. I corpi fruttiferi dell'M.discobasis hanno cappelli più chiari; al microscopio, hanno spore più grandi che misurano 9,9 per 6,7 µm, e mancano della breve appendice apicale che si trova su M.clorofos cheilocistidi. L'M.margarita ha spore più piccole con una media di 6,9 per 4,4 µm, cheilocistidi più piccoli e connessioni a morsetto.

## Habitat e distribuzione
I corpi fruttiferi di Mycena chlorophos si trovano nelle foreste, dove crescono in gruppi su detriti legnosi come ramoscelli caduti, rami e corteccia. Nelle isole giapponesi Hachijo e Bonin, i funghi si trovano prevalentemente sui piccioli in decomposizione della palma Phoenix roebelenii. Il fungo richiede un adeguato intervallo di umidità per formare i funghi; per esempio, sull'isola di Hachijo, la fruttificazione avviene solo nelle stagioni piovose di giugno/luglio e settembre/ottobre, quando l'umidità relativa è di circa l'88%, di solito il giorno dopo la pioggia. Studi sperimentali hanno dimostrato che i funghi primordi troppo umidi si deformano, mentre condizioni troppo secche provocano la deformazione e la rottura dei cappelli perché la delicata membrana gelatinosa che li ricopre si è rotta.
In Asia, la specie è stata trovata in Giappone, Taiwan, Polinesia, Giava e Sri Lanka.  In Giappone, il fungo sta diventando sempre più scarso poiché le sue abitudini naturali stanno diminuendo.  Diverse guide sul campo australiane hanno segnalato le specie di quel paese. Il fungo è stato anche registrato più volte dal Brasile. Mycena chlorophos era uno dei numerosi funghi presenti in una serie di francobolli emessi a Samoa nel 1985.

## Studi sulla bioluminescenza
Poiché il fungo è piccolo e fruttifica solo in una stagione limitata in una piccola area, i ricercatori hanno studiato le condizioni necessarie per coltivare artificialmente la specie in condizioni di laboratorio, al fine di disporre di più materiale per studiare il meccanismo della bioluminescenza e per aiutare a preservare le specie. La temperatura ottimale per la crescita del micelio è 27 °C (81 °F), mentre l'optimum per la crescita dei primordi è 21 °C (70 °F) . Queste temperature sono coerenti con il clima subtropicale in cui si trova tipicamente la specie. La luminescenza massima si verifica a 27 °C e circa 25–39 ore dopo che iniziano a formarsi i primordi, quando il cappello si è completamente espanso. A 21 °C, la luminescenza persiste per circa tre giorni, e diventa impercettibile ad occhio nudo intorno al 72 ore dopo l'inizio del primordio.